# كيرستي أندرسن
كيرستي أندرسن (بالدنماركية: Kirsti Andersen)‏ هي مؤرخة الرياضيات ورياضياتية دنماركية، ولدت في 9 ديسمبر 1941 في كوبنهاغن في الدنمارك.